# Ricardo Sáenz de Ynestrillas Martínez
Ricardo Sáenz de Ynestrillas Martínez (Madrid, 9 de abril de 1935 - Madrid, 17 de junio de 1986) fue un comandante de Infantería del Ejército español.

## Biografía
Sirvió durante cinco años en el Sáhara en la X Bandera de la Legión, en el Batallón de Montaña de Barbastro (Huesca) y más tarde en la Brigada Paracaidista. Fue profesor de oficiales en la Academia  General del Cuerpo de Policía Armada y de Tráfico.  Ascendió de capitán a comandante el 10 de agosto de 1978. 
Sáenz de Ynestrillas participó en un intento de golpe de Estado conocido como Operación Galaxia junto a Antonio Tejero,
 que fue abortado por el Gobierno de Adolfo Suárez y que consistía en retener al gobierno en Moncloa durante la celebración de un consejo de ministros. Su implicación en él no le supuso perder su rango militar, a pesar de que en mayo de 1980 un consejo de guerra lo condenó a seis meses y un día de prisión por aquellos hechos como autor de un delito de conspiración y proposición para la rebelión.
Fue arrestado nuevamente en 1981 por su supuesta participación en un golpe de Estado que iba a darse el 23 de junio de 1978. 
También fue acusado de planear la detención de todas las autoridades de la nación en la fiesta que ofrecía el rey Juan Carlos en el Palacio Real con motivo de su onomástica, causa que fue sobreseída por el juez Ricardo Varón Cobos.
De igual modo se le acusó de planear un ataque con bomba bajo la tribuna de autoridades en la que deberían estar la familia real, Felipe González y Narcís Serra el día de las Fuerzas Armadas en La Coruña en la denominada "Operación Zambombazo" que fue desactivada por el CESID el 2 de junio de 1985.
Fue asesinado por ETA en Madrid en 1986 cuando se encontraba destinado en la jefatura de personal de la Capitanía General de la I Región Militar. Su automóvil oficial fue ametrallado por varios miembros de la organización terrorista ETA, entre ellos Iñaki de Juana Chaos. Junto con él murieron otros dos militares, el teniente coronel Carlos Vesteiro Pérez y el soldado Francisco Casillas Martín.

## Familia
Nació en una familia de tradición militar. Era hijo de Alfredo Sáenz de Ynestrillas, militar y camisa vieja de Falange que participó en la guerra civil española; nieto de Ricardo Sáenz de Inestrillas y Pardo, oficial de Infantería; y bisnieto de Ramón Sáenz de Inestrillas, general que combatió por Don Carlos en la tercera guerra carlista. 
Fruto de su matrimonio nacieron tres hijos: Martín, Jesús y el exdirigente falangista y abogado Ricardo Sáenz de Ynestrillas Pérez.